# Chang Xi Chasmata
I Chang Xi Chasmata sono una struttura geologica della superficie di Venere.